# Cá nóc hòm
Cá nóc hòm (Danh pháp khoa học: Chaunax endeavouri) hay còn gọi là cá nóc thu hay là cá nóc xanh là một loài cá vây chân trong họ Chaunacidae. Chúng là một trong những loài cá độc.

## Đặc điểm
Cá nóc hòm sống dưới đáy biển hầu như ở khắp nơi trên thế giới. Chúng có những chiếc vây ở phía dưới gần như biến thành chân nên nhìn chúng di chuyển dưới đáy biển, người ta thấy chúng đi bộ chứ không phải là bơi nữa. Chúng có đầu vuông như cái hòm người chết, hai mắt luôn thao láo và xanh lét. Cá hòm cực độc, muốn ăn cá nóc hòm thì chỉ có cách là xẻ thịt, phơi nắng, sau đó nướng ăn. Vì bị các loài cá dữ săn bắt nên cá nóc hòm có cách tự vệ riêng. Giống với cá nóc, chúng có thể nuốt vào bụng một lượng nước lớn làm chúng phồng lên và đột ngột to lớn hơn rất nhiều, làm những con cá dữ hoảng sợ, bỏ đi không dám tấn công chúng.